# Campigny (Eure)
Campigny ist eine französische Gemeinde mit 1.097 Einwohnern (Stand: 1. Januar 2022) im Département Eure in der Region Normandie. Die Gemeinde gehört zum Kanton Pont-Audemer. Die Einwohner werden Campignois genannt.

## Geographie
Campigny liegt etwa 30 Kilometer nordnordöstlich von Bernay im Roumois. Umgeben wird Campigny von den Nachbargemeinden Pont-Audemer im Norden und Nordwesten, Corneville-sur-Risle im Nordosten, Condé-sur-Risle im Osten, Saint-Martin-Saint-Firmin im Süden, Saint-Siméon im Südwesten sowie Tourville-sur-Pont-Audemer im Westen.
| Jahr      | 1962 | 1968 | 1975 | 1982 | 1990 | 1999 | 2006 | 2013  |
| --------- | ---- | ---- | ---- | ---- | ---- | ---- | ---- | ----- |
| Einwohner | 406  | 505  | 509  | 705  | 807  | 803  | 836  | 1.106 |

## Sehenswürdigkeiten

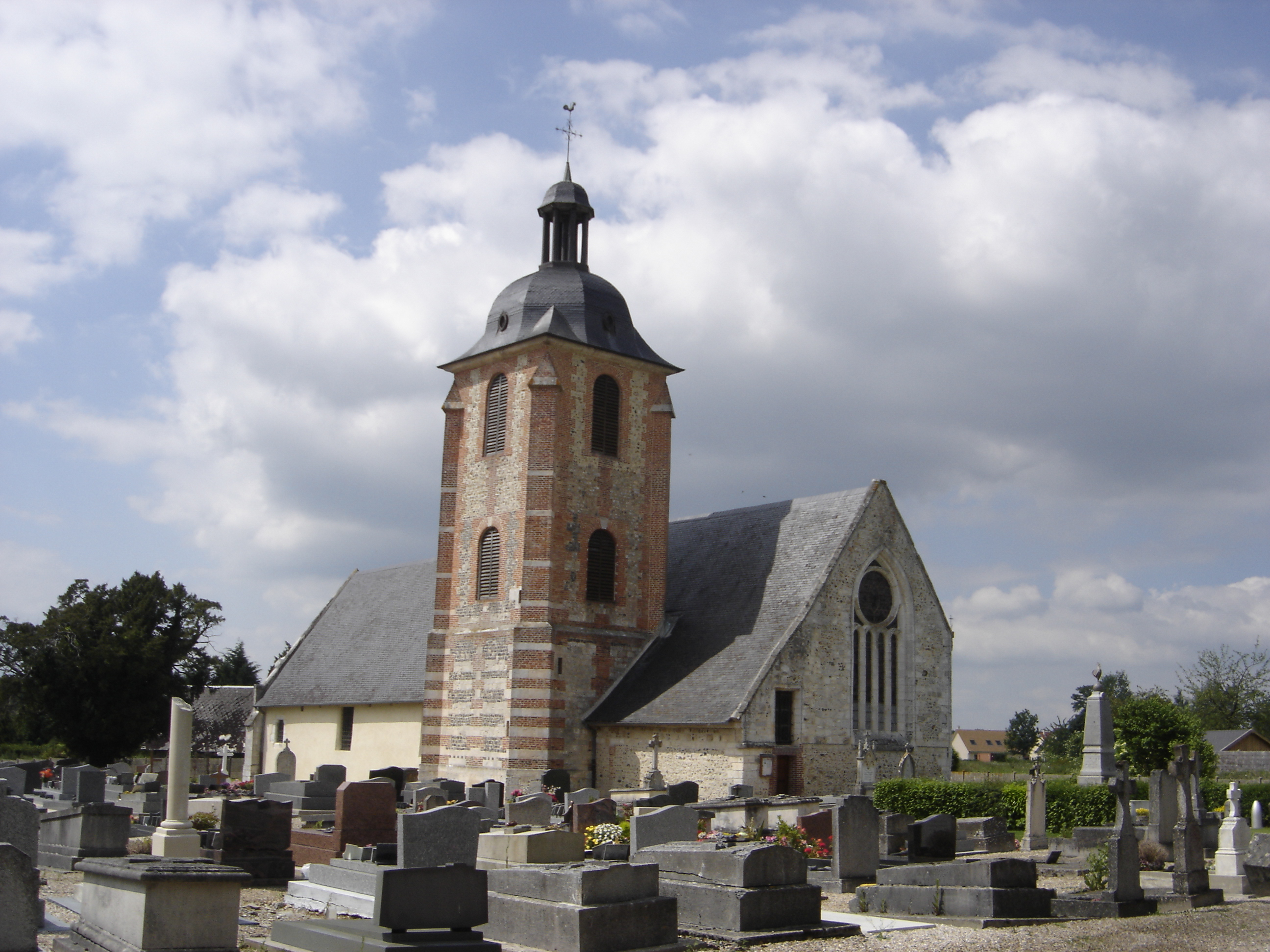
Kirche Notre-Dame

- Kirche Notre-Dame